# دانشگاه ایالتی کالیفرنیا در ایست بی
دانشگاه ایالتی کالیفرنیا در ایست بی (به انگلیسی: California State University, East Bay) یک دانشگاه عمومی و غیر مذهبی است. دانشگاه یکی از معدود دانشگاه‌های ایالتی کالیفرنیاست که با سیستم «کورتری» اداره می‌شود. (در این سیستم دوره‌های آموزشی در سال به چهار قسمت تقسیم می‌شود)دانشگاه در سال 1957 تأسیس شده‌است و در حدود 13000 دانشجو در آن مشغول تحصیل می‌باشند.